# Philip Bailey
Philip Bailey (Denver, 8 mei 1951) is een Amerikaans jazz-, soul-, gospel- en R&B-zanger. Hij is zanger en percussionist van de band Earth, Wind & Fire.

## Biografie
Bailey is geboren en getogen in Denver (Colorado). Via de platen van een kennis van zijn moeder maakte hij kennis met jazz. Andere inspiratiebronnen voor hem waren Motown en Stevie Wonder. Tevens leerde hij drums en percussie spelen. In 1972 sloot Bailey zich bij Earth, Wind & Fire als falsetto-zanger, terwijl oprichter Maurice White — eveneens begonnen als drummer en percussionist — de bariton- en tenorvocalen voor zijn rekening nam. Het is de stem van White die op de meeste hits van EWF te horen is, zoals Reasons, September, Boogie Wonderland, After the Love Has Gone en Let's Groove.
Daarnaast werkte Bailey ook mee aan andermans platen; als zanger, percussionist en/of als producer. In 1983 begon hij een solocarrière met pop-, gospel- en jazzrepertoire. Zijn debuutalbum Continuation, geproduceerd door George Duke, kwam in oktober 1983 uit. In 1985, toen Earth, Wind & Fire tijdelijk was stilgelegd, volgde met Chinese Wall een tweede popalbum, geproduceerd door Phil Collins. Het nummer Easy Lover - een duet van Bailey en Collins - werd wereldwijd een hit en behaalde in Nederland de nummer 1-positie. De soloplaten die daarna verschenen konden dat succes niet evenaren.
In 1986 gingen Bailey en White weer samen de studio in om een nieuw Earth, Wind & Fire-album op te nemen. Touch the world was het resultaat. Sinds oprichter White (1941-2016) zich in de jaren 90 terugtrok vanwege de ziekte van Parkinson zijn Bailey, Verdine White en Ralph Johnson de enige originele bandleden die nu nog toeren. Zij worden aangevuld met sessiemuzikanten. Ook Baileys vrouw (Kristel Bailey), die ooit achtergrondzangeres was bij de Isley Brothers, toerde een paar jaar met de band mee. Philips zoon, Philip Doron Bailey, is inmiddels een vaste waarde in de band en schreef ook teksten voor de laatste EWF-albums. In 2002 zong Philip voor de housegroep Blaze het nummer Breathe.
In 2019 verscheen er voor het eerst sinds 2002 een nieuw soloalbum van Bailey; Love Will Find a Way werd uitgebracht op Verve en bevat covers.

## Discografie

### Albums
| Album met eventuele hitnotering(en) in de Nederlandse Album Top 100 | Datum van verschijnen | Datum van binnenkomst | Hoogste positie | Aantal weken | Opmerkingen |
| ------------------------------------------------------------------- | --------------------- | --------------------- | --------------- | ------------ | ----------- |
| Continuation                                                        | 1983                  |                       | onb             |              |             |
| Chinese Wall                                                        | 1985                  |                       | onb             |              |             |
| The Wonders of His Love                                             | 1985                  |                       | onb             |              | Gospel      |
| Inside out                                                          | 1986                  |                       | onb             |              |             |
| Triumph                                                             | 1986                  |                       | onb             |              | Gospel      |
| Family Affair                                                       | 1989                  |                       | onb             |              |             |
| Philip Bailey                                                       | 1994                  |                       | onb             |              |             |
| Life and Love                                                       | 1998                  |                       | onb             |              |             |
| Dreams                                                              | 1999                  |                       | onb             |              |             |
| Soul on Jazz                                                        | 2002                  |                       | onb             |              |             |

### Singles
| Single met eventuele hitnotering(en) in de Nederlandse Top 40 | Datum van verschijnen | Datum van binnenkomst | Hoogste positie | Aantal weken | Opmerkingen        |
| ------------------------------------------------------------- | --------------------- | --------------------- | --------------- | ------------ | ------------------ |
| Easy Lover                                                    | 1984                  | 5-1-1985              | 1(4wk)          | 14           | met Phil Collins   |
| Walking on the Chinese Wall                                   | 1984                  |                       | 38              | 3            |                    |
| Twins                                                         | 1989                  | 8-4-1989              | 16              | 7            | met Little Richard |

### NPO Radio 2 Top 2000
| Nummers met noteringen in de NPO Radio 2 Top 2000 | '99  | '00 | '01 | '02 | '03 | '04 | '05 | '06  | '07  | '08 | '09  | '10  | '11  | '12 | '13  | '14  | '15  | '16  | '17  | '18 | '19 | '20 | '21 | '22 | '23 | '24  |
| ------------------------------------------------- | ---- | --- | --- | --- | --- | --- | --- | ---- | ---- | --- | ---- | ---- | ---- | --- | ---- | ---- | ---- | ---- | ---- | --- | --- | --- | --- | --- | --- | ---- |
| Easy Lover (met Phil Collins)                     | 503  | 627 | 679 | 660 | 654 | 716 | 994 | 1110 | 1371 | 943 | 1336 | 1381 | 1509 | 991 | 1214 | 1243 | 1278 | 1508 | 1663 | 887 | 645 | 852 | 904 | 920 | 902 | 1064 |
| Walking on the Chinese Wall                       | 1720 | -   | -   | -   | -   | -   | -   | -    | -    | -   | -    | -    | -    | -   | -    | -    | -    | -    | -    | -   | -   | -   | -   | -   | -   | -    |

1. ↑  Een '-' betekent dat het nummer niet was genoteerd en een vetgedrukt getal geeft de hoogste notering van een nummer aan.

- Biblioteca Nacional de España: XX1085322
- Bibliothèque nationale de France: cb138910649 (data)
- Gemeinsame Normdatei: 134319842
- International Standard Name Identifier: 0000 0001 0801 1968
- Library of Congress Control Number: n91083339
- MusicBrainz: f4b25300-be93-49bc-9d44-15f9de480f50
- Nederlandse Thesaurus van Auteursnamen: 07100551X
- Système universitaire de documentation: 086927191
- Virtual International Authority File: 66651033
- WorldCat: E39PBJwtmb36tx4BdCqhfbXKh3